# Ballymore Eustace
Ballymore Eustace (iriska: An Baile Mór) är en ort i republiken Irland.   Den ligger i grevskapet Kildare och provinsen Leinster, i den östra delen av landet, 30 km sydväst om huvudstaden Dublin. Ballymore Eustace ligger 129 meter över havet och antalet invånare är 872.
Terrängen runt Ballymore Eustace är platt åt nordväst, men åt sydost är den kuperad.Runt Ballymore Eustace är det glesbefolkat, med 14 invånare per kvadratkilometer. Närmaste större samhälle är Naas, 9,8 km norr om Ballymore Eustace. Trakten runt Ballymore Eustace består i huvudsak av gräsmarker.